# 氟丙酮
氟丙酮是一种有机氟化合物，化学式为C
3H
5FO。在常温常压下，它是无色至浅黄色的液体，高毒且易燃。氟丙酮的蒸气与空气混合遇到明火可能爆炸。

## 制备
氟丙酮可由三乙胺三氢氟化物[原文如此]和溴丙酮反应得到。

## 应用
氟丙酮可用于研究酮催化的过一硫酸分解动力学。它也是高级酮的氟取代物的原料。